# Prowincjałki

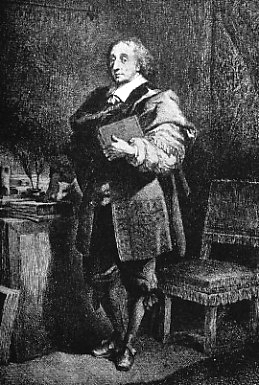
Blaise Pascal

Prowincjałki (oryg. fr. Lettres provinciales) – utwór polemiczny Blaise'a Pascala, będący wystąpieniem autora w konflikcie pomiędzy jansenistami i jezuitami, a w szczególności krytyką kazuistycznej koncepcji grzechu. 

## Okoliczności powstania utworu
Od momentu swojego nawrócenia religijnego Pascal pozostawał pod silnym wpływem teologii jansenistycznej, często jeździł do głównego ośrodka jansenistów – Port-Royal. W 1655 przywódca tego nurtu Antoine Arnauld poprosił go o napisanie tekstu polemicznego, który przedstawiłby racje jansenistów w sporze z jezuitami i Sorboną. Filozof zgodził się i w okresie między 23 stycznia 1656 a 24 marca 1657 opublikował kolejno 18 tekstów utrzymanych w konwencji listów pisanych przez paryżanina do przyjaciela mieszkającego poza stolicą (Listy napisane przez Ludwika de Montalte do przyjaciela-mieszkańca prowincji i do WW.OO. Jezuitów w sprawie nauki o moralności i polityki tych Ojców). Tytuł skrótowy Prowincjałki (Lettres Provinciales) został spontanicznie nadany przez czytelników utworu. Dzieło było drukowane nielegalnie, w tajnej drukarni i bez podania nazwiska autora, najpierw w częściach, a następnie w całości.

## Treść
Prowincjałki zawierają 18 listów. W czterech pierwszych autor skupiał się na obronie Arnaulda, celowo nawiązując w sposób parodystyczny do stylistyki współczesnych mu tekstów teologicznych jezuitów, w tym mnogości wyrażeń wieloznacznych i niekonkretnych. Wielokrotnie wykorzystywał ironię i pastisz, co było konwencją zupełnie nową w tradycji gatunku. W V liście Pascal nieoczekiwanie rozszerzył zakres polemiki z dyskusji typowo personalnej na całościowy atak na zakon jezuitów, zarzucając im promowanie przesadnie wyrozumiałej wobec grzeszników moralności oraz dążenie do uzyskania doczesnej władzy i bogactwa. Krytyce koncepcji teologicznych jezuitów poświęconych było łącznie sześć listów. Pascal przeciwstawił im własną wizję moralności chrześcijańskiej – opartej na ascezie, nieunikającej wyrzeczeń cielesnych i moralnych, stale walczącej z instynktownym egoizmem tkwiącym w człowieku. Po dokonaniu całościowego ataku na przeciwników jansenistów, Pascal kończył cały cykl nawiązaniem do przyczyny, z jakiej został on napisany – polemiki trwającej między obydwoma nurtami we Francji. Twierdził, że ataki na jansenistów opierają się na manipulacjach i oszczerstwach. Wysuwał również – pośrednio poprzez samą formę tekstu, kierowanego do szerokiego odbiorcy – tezę, że za pomocą zwykłego zdrowego rozsądku możliwa jest ocena dogmatów przedstawianych przez Kościoły oraz rozstrzyganie kontrowersji teologicznych. 
Pascal do końca życia utożsamiał się z tezami zawartymi w Prowincjałkach, mimo ich potępienia przez papieża. Uważał, że odrzucenie koncepcji moralnych tekstu przez papiestwo było dodatkowym dowodem ich słuszności i zepsucia Kościoła katolickiego. 

## Odbiór
Prowincjałki natychmiast po publikacji stały się utworem niezwykle popularnym. Ich sława rosła mimo faktu, że w roku 1660 król Francji Ludwik XIV zakazał druku kolejnych wydań tekstu i nakazał zniszczenie już istniejących. Część argumentów przeciwko kazuistyce zawartych w Prowincjałkach została powtórzona w roku 1773 przez papieża Klemensa XIV w breve Dominus ac Redemptor znoszącym zakon jezuitów.
W swoim wydanym w roku 1929 Ilustrowanym podręczniku historii literatury francuskiej Gustave Lanson i Paul Tuffrau uważają Prowincjałki za dzieło wyjątkowe w literaturze francuskiej, wpisujące się w uniwersalne i właściwe każdemu człowiekowi poszukiwanie systemu wartości. Podkreślają połączenie ironicznego stylu z potęgą wyobraźni (indywidualizacja i wnikliwa charakterystyka przedstawianych jezuitów) i elokwencją. Te zalety utworu uwypuklali już wcześniejsi czytelnicy. Voltaire twierdził, że w Prowincjałkach odnajduje więcej humoru, niż w farsach Moliera, zaś Jean Racine porównywał poetykę Prowincjałek z typową dla komedii. Lanson i Tuffrau uważają również, że jest to pierwsze ponadczasowe arcydzieło francuskiego klasycyzmu.